# Simning vid världsmästerskapen i simsport 2025 – Herrarnas 4 × 100 meter frisim
Herrarnas 4 × 100 meter frisim vid världsmästerskapen i simsport 2025 avgjordes den 27 juli 2025 i World Aquatics Championships Arena i Singapore Sports Hub i Kallang i Singapore.

## Rekord
Inför tävlingens start fanns följande världs- och mästerskapsrekord:
|                   | Nation                                                                                         | Tid     | Ort               | Datum           |
| ----------------- | ---------------------------------------------------------------------------------------------- | ------- | ----------------- | --------------- |
| Världsrekord      | USA Michael Phelps (47,51) Garrett Weber-Gale (47,02) Cullen Jones (47,65) Jason Lezak (46,06) | 3.08,24 | Peking, Kina      | 11 augusti 2008 |
| Mästerskapsrekord | USA Caeleb Dressel (47,63) Blake Pieroni (47,49) Zach Apple (46,86) Nathan Adrian (47,08)      | 3.09,06 | Gwangju, Sydkorea | 21 juli 2019    |

Följande nya rekord noterades under mästerskapet:
| Datum   | Gren  | Nation     | Simmare                                                                                     | Tid     | Rekord |
| ------- | ----- | ---------- | ------------------------------------------------------------------------------------------- | ------- | ------ |
| 27 juli | Final | Australien | Flynn Southam (47,77) Kai Taylor (47,04) Maximillian Giuliani (47,63) Kyle Chalmers (46,53) | 3.08,97 | 0MR0   |

## Resultat

### Försöksheat
Försöksheaten startade klockan 12:45.
| Placering | Heat | Bana | Nation               | Simmare | Tid     | Noteringar |
| --------- | ---- | ---- | -------------------- | --- | ------- | ---------- |
| 1         | 3    | 4    | USA                  | Shaine Casas (48,58) Jonny Kulow (47,51) Destin Lasco (47,60) Patrick Sammon (47,48)                            | 3.11,17 | 0Q0        |
| 2         | 2    | 4    | Australien           | Flynn Southam (48,12) Kai Taylor (47,55) Maximillian Giuliani (48,08) Kyle Chalmers (47,54)                     | 3.11,29 | 0Q0        |
| 3         | 3    | 5    | Italien              | Carlos D'Ambrosio (47,96) Lorenzo Zazzeri (47,63) Leonardo Deplano (48,29) Manuel Frigo (48,14)                 | 3.12,02 | 0Q0        |
| 4         | 2    | 5    | Kina                 | Chen Juner (48,56) Wang Haoyu (47,59) Liu Wudi (48,38) Pan Zhanle (47,73)                                       | 3.12,26 | 0Q0        |
| 5         | 2    | 3    | Kanada               | Ruslan Gaziev (48,75) Joshua Liendo (47,26) Antoine Sauve (48,37) Filip Senc-Samardzic (48,26)                  | 3.12,64 | 0Q0        |
| 6         | 3    | 3    | Storbritannien       | Jacob Mills (48,34) Duncan Scott (47,56) Jacob Whittle (48,11) Tom Dean (48,68)                                 | 3.12,69 | 0Q0        |
| 7         | 3    | 2    | Ungern               | Nándor Németh (47,87) Hubert Kós (47,71) Dániel Mészáros (48,56) Ádám Jászó (48,57)                             | 3.12,71 | 0Q0        |
| 8         | 2    | 8    | Litauen              | Tajus Juska (48,60) Tomas Navikonis (47,47) Tomas Lukminas (47,83) Danas Rapšys (48,84)                         | 3.12,74 | 0Q0, 0NR0  |
| 9         | 1    | 3    | Neutrala idrottare B | Kliment Kolesnikov (48,59) Vladislav Grinev (48,00) Ivan Girjov (47,90) Vasilij Kukusjkin (48,38)               | 3.12,87 |            |
| 10        | 3    | 6    | Tyskland             | Josha Salchow (48,21) Rafael Miroslaw (48,32) Kaii Winkler (47,52) Luca Armbruster (48,84)                      | 3.12,89 |            |
| 11        | 3    | 1    | Frankrike            | Rafael Fente-Damers (48,58) Nans Mazellier (48,52) Ethan Dumesnil (48,27) Yann Le Goff (47,55)                  | 3.12,92 |            |
| 12        | 2    | 1    | Israel               | Alexey Glivinsky (48,72) Denis Loktev (48,12) Daniel Krichevsky (48,01) Martin Kartavi (48,54)                  | 3.13,39 | 0NR0       |
| 13        | 3    | 7    | Polen                | Kamil Sieradzki (48,39) Jakub Majerski (48,16) Ksawery Masiuk (47,48) Karol Ostrowski (49,57)                   | 3.13,60 |            |
| 14        | 2    | 7    | Kroatien             | Jere Hribar (47,93 0NR0) Nikola Miljenić (48,57) Vlaho Nenadić (48,82) Toni Dragoja (48,70)                     | 3.14,02 |            |
| 15        | 2    | 6    | Serbien              | Nikola Aćin (48,78) Velimir Stjepanović (48,10) Luka Jovanović (49,16) Justin Cvetkov (48,07)                   | 3.14,11 |            |
| 16        | 2    | 2    | Spanien              | Sergio de Celis (48,24 0NR0) Luca Hoek Le Guenedal (47,68) Miguel Pérez-Godoy (48,86) Nacho Campos Beas (49,56) | 3.14,34 |            |
| 17        | 3    | 0    | Norge                | Sander Sørensen (48,73) Markus Lie (49,10) Jakob Harlem (49,84) Bjørnar Laskerud (48,99)                        | 3.16,66 |            |
| 18        | 2    | 0    | Singapore            | Ardi Azman (50,03) Mikkel Lee (48,91) Jonathan Tan (48,94) Glen Lim (50,50)                                     | 3.18,38 |            |
| 19        | 1    | 4    | Mexiko               | Andres Dupont (48,48) Jorge Iga (48,37) Marcus Reyes-Gentry (50,36) Héctor Ruvalcaba (51,60)                    | 3.18,81 |            |
| 20        | 3    | 8    | Luxemburg            | Ralph Daleiden (48,60 0NR0) Remi Fabiani (49,37) João Carneiro (51,86) Julien Henx (51,56)                      | 3.21,39 |            |
| —         | 1    | 5    | Kenya                | 0DNS0 | 0DNS0   | 0DNS0      |

### Final
Finalen startade klockan 10:51.
| Placering | Bana | Nation         | Simmare                                                                                        | Tid     | Noteringar |
| --------- | ---- | -------------- | ---------------------------------------------------------------------------------------------- | ------- | ---------- |
| 1         | 5    | Australien     | Flynn Southam (47,77) Kai Taylor (47,04) Maximillian Giuliani (47,63) Kyle Chalmers (46,53)    | 3.08,97 | 0MR0, 0AR0 |
| 2         | 3    | Italien        | Carlos D'Ambrosio (47,78) Thomas Ceccon (47,10) Lorenzo Zazzeri (47,36) Manuel Frigo (47,34)   | 3.09,58 | 0NR0       |
| 3         | 4    | USA            | Jack Alexy (47,24) Patrick Sammon (47,03) Chris Guiliano (47,43) Jonny Kulow (47,94)           | 3.09,64 |            |
| 4         | 7    | Storbritannien | Jacob Mills (48,51) Matthew Richards (47,32) Jacob Whittle (47,67) Duncan Scott (47,23)        | 3.10,73 | 0NR0       |
| 5         | 6    | Kina           | Chen Juner (48,58) Wang Haoyu (47,91) Liu Wudi (48,03) Pan Zhanle (46,63)                      | 3.11,15 |            |
| 6         | 1    | Ungern         | Nándor Németh (47,89) Szebasztián Szabó (48,11) Dániel Mészáros (48,48) Ádám Jászó (48,27)     | 3.12,75 |            |
| 7         | 8    | Litauen        | Tomas Navikonis (48,37) Tomas Lukminas (47,89) Tajus Juska (48,26) Danas Rapšys (48,32)        | 3.12,84 |            |
| 8         | 2    | Kanada         | Ruslan Gaziev (48,37) Joshua Liendo (47,08) Antoine Sauve (48,18) Filip Senc-Samardzic (49,26) | 3.12,89 |            |